# Лема Зігеля
У математиці, зокрема в теорії трансцендентних чисел і діофантовому наближенні, лема Зігеля стосується меж розв'язків лінійних рівнянь, отриманих побудовою допоміжних функцій. Існування цих поліномів довів Аксель Туе; у доведенні Туе використано принцип Діріхле. Карл Людвіг Зігель опублікував свою лему 1929 року. Це чиста теорема існування для системи лінійних рівнянь.
В останні роки[коли?] лему Зігеля вдосконалено, щоб отримати точніші межі для оцінок, які вона надає.

## Формулювання
Нехай дано систему M лінійних рівнянь із N невідомими таку, що N > M, скажімо
{\displaystyle a_{11}X_{1}+\cdots +a_{1N}X_{N}=0}
{\displaystyle \cdots }
{\displaystyle a_{M1}X_{1}+\cdots +a_{MN}X_{N}=0}
де коефіцієнти — раціональні цілі числа, не всі рівні 0, і обмежені B. Тоді система має розв'язок
{\displaystyle (X_{1},X_{2},\dots ,X_{N})},
де Xi — раціональні цілі числа, не всі рівні 0, і обмежені
{\displaystyle (NB)^{M/(N-M)}.}
Bombieri та Vaaler, (1983) дали таку точнішу межу для Xi:
{\displaystyle \max |X_{j}|\,\leq \left(D^{-1}{\sqrt {\det(AA^{T})}}\right)^{\!1/(N-M)}}
де D — найбільший спільний дільник мінорів матриці A M × M, а AT — її транспонована матриця. В їхньому доведенні принцип Діріхле замінено методами з геометрії чисел.